# 特林素體育會
特林素體育會（挪威語：Tromsø Idrettslag）是一支位於挪威特罗姆斯郡的足球球會，成立於1920年。特罗姆瑟在联赛中的最好成绩是在1990年和2011年获得亚军，在挪威杯中则是在1986年和1996年获得冠军，这也使他们成为全世界纬度最高的国家级赛事冠军球队。

## 歷史

### 1920–1939年：戰前時期
球隊在1920年9月25日成立，當時名爲（特罗姆瑟體操協會足球隊），簡稱。第一場比賽是對陣同城死敵IF Skarp，最後以0–0打平。球隊成立後，很快就取得成功。在1927年，球隊奪得第一個地區錦標。
在1930年，球會改稱為，因為挪威體育協會認為球會名稱與特隆瑟體操協會（Tromsø Gymnastics Association）太接近。到了1931年，隊名又改為Tor。1931年也是球會首次贏得挪威北部杯的一年，他們在總決賽以3–1擊敗Mo IL。而在這一年之後，挪威足球協會裁定球隊不能再使用Tor這個名字，所以他們重新選用Tromsø Idrettslag，並沿用至今。1932年，特林素第二次贏得地區錦標，但在挪威北部杯準決賽被淘汰。三十年代對特林素來說是美好的十年，球會在1933年、1936年和1937年贏得地區錦標。不過因為第二次世界大戰爆發，所有運動在1940年陷於停頓，球會直到1945年前都沒有再參加正式比賽。

### 1945–1969年：兩屆挪威北部杯盟主
特罗姆瑟在戰後表現很好，1946年贏得第六個地區錦標，1949年贏得第二個挪威北部杯。這一次，球隊在Harstad球場以3-1擊敗，與1931年的比分相同。
特罗姆瑟在1950年至1954年間連續五次奪得地區錦標，隨後被納入挪威國家聯賽系統。1956年，球隊第三次奪得挪威北部杯，他們在決賽迎戰已連續三年奪冠的哈尔斯塔体育俱乐部，以2–0勝出。
挪威北部的球會在1963年開始加入挪威杯，而特林素則在1964年首次參賽。他們在第一輪擊敗FK Mjølner，在第二輪被Nidelv IL淘汰。六十年代也是俱樂部擴建球場的時期，艾夫希恩球場和Valhall Stadium都鋪上草皮。挪威北部杯在被納入挪威杯後廢除，特林素在1969年最後一次參與這項賽事。

### 1970–1985年：打造頂級聯賽球會
隨著挪威北部的球會被納入挪威杯後，他們還尚未參加的只剩頂級聯賽。1972年，FK Mjølner升上挪甲聯賽（當時的頂級聯賽），但當時特罗姆瑟仍在北部聯賽乙組下游掙扎，而最後更要降班。在1975年，特罗姆瑟在贏得丙組冠軍後，返回乙組角逐。不過一個賽季後，球會再一次降班。到1978年，特罗姆瑟終於返回乙組，並贏得冠軍。在1979年前，挪威乙組聯賽分爲兩個南部組和一個北部組，南部組的冠軍可以直接晉級到甲組聯賽，而北部組的冠軍需要與南部組的兩個亞軍進行兩場附加賽。特罗姆瑟在附加賽面對兩支南部球會和，最終分別以0–3和0–1告負。1979年，挪威全國乙組聯賽統一，給予各地球會公平的待遇。不過特林素表現不太好，最終再一次降班。
特罗姆瑟在1980年在丙組以不敗的成績，獲得升班。而1981年再降班和1982年再升班，終於到1983年，球隊才穩住在挪乙聯賽的席位。在1983年和1984年，球隊表現中規中矩。1985年獲得第二名，可參與升班附加賽。他們在第一場以1–0勝，第二場以同樣比數贏莫斯，在這場比賽中傳奇門將比亚特·弗莱姆救出了一個關鍵的十二碼，幫助特林素首次升上甲組聯賽，成為北部第三支參加頂級聯賽的球隊（其他兩隊為FK Mjølner和）。

### 1986–2001年：16年頂級聯賽歲月
在甲組聯賽的第一個賽季對特林素來說十分艱難，最後要在附加賽勝出才得以留級。不過球隊在挪威杯卻取得巨大成功，在決賽以4–1擊敗當年聯賽冠軍、被一致看好能輕鬆奪冠的。
1987年聯賽的一項規則實驗對特林素來說很有價值，當年試行常規時間打平即以互射十二碼決定勝負，常規時間內勝出獲得3分，透過互射十二碼勝出獲得2分，在互射十二碼中負方獲得1分，常規時間內的負方獲得0分。得益於比亚特·弗莱姆神乎奇技的撲救十二碼能力，球隊在9場以互射十二碼定勝負的賽事中勝出7場。這個規則實驗在第二年被廢除，不過常規時間內勝出賽事獲得3分的規則則獲保留，而這一年特林素以第五名結束聯賽征程。
1989年和1990年對特罗姆瑟來說十分成功，他們分別以季軍和亞軍結束聯賽征程。當時的教練汤米·斯文松之後轉至任教瑞典國家足球隊，帶領他們在1994年世界杯得到銅牌。
1991年，甲組聯賽升格為挪威足球超级联赛，特罗姆瑟在這年獲得第6名。隨後的賽季中，他們在1992年獲得第8名，1993年獲得第6名，1994年獲得第7名，1995年再次獲得第6名。在1995年聯賽參賽隊伍增至14隊前，特罗姆瑟都處於聯賽中游位置。
在1996年，在球會首次獲得挪威杯錦標後的十年，特林素再一次打入挪威杯決賽，對陣，這場比賽也是史上首次由兩支北部球會角逐挪威杯冠軍，這也表示勝方將會成為北部最強球會。而最後特林素以2–1逆轉擊敗對手，西格德·拉什菲尔德最後關頭的入球令球隊取勝，他賽後就轉會至洛辛堡。這個冠軍也是特林素迄今爲止的最後一個冠軍，同年他們在聯賽中以第五名完成。
1997年特罗姆瑟表現不太好，在聯賽最後7場賽事只獲得2分，最終以第十二名完成，必須參加留級附加賽，好在他們在兩回合中分別以4–0和2–1擊敗FK Eik Tønsberg，得以留級。1998年特罗姆瑟同樣表現不佳，最終以第十一名完成。1999年特罗姆瑟返回中游之列，以第六名完成，賽季共射進70球，鲁恩·兰格以23球成為神射手，是北部球會首次有球員贏得神射手。2000年特林素表現良好，以第四名完成。
2001年特罗姆瑟在賽季開始時兩連勝，但之後七場悉數敗陣且一球未進，最終在26場比賽中只打入23球，排名墊底，首次從頂級聯賽降班。

### 2002年至今：第二次升班
特罗姆瑟在2002年贏得甲組聯賽冠軍，在降班一年後就重返挪超。球隊花了大量金錢來贏得升班，有人認為當年其購買球員所花的金錢比所有甲組球會總和都多。
2003年特林素長期處於聯賽下遊，但他們在聯賽最後一輪遇上衛冕冠軍洛辛堡的比賽中，在補時階段第三分鐘攻入致勝進球，從而保住了挪超席位。2004年賽季開始前，佩尔·马蒂亚斯·赫格莫加盟特罗姆瑟擔任主教練，球隊後來的表現證明了這個收購是成功的。特林素度過了一個成功的賽季，最終聯賽以第四名完成，獲得皇家聯賽的參賽資格，在挪威杯擊敗聯賽第三名白蘭恩，獲得歐洲足協杯資格。赫格莫之後決定不再續約，其職位由他的前助理奥托·乌尔赛斯出任。
2005年賽季，特罗姆瑟在初期的表現令人失望，乌尔赛斯任教了15場聯賽比賽後就被革職，當時球會正在護級漩渦中掙扎，主教練一職由他的助手斯坦纳尔·尼尔森接任。尼尔森隨後帶領球隊取得五連勝，在倒數第二場以1–0勝維京後，球隊護級成功，最後以第八名完成。在本賽季奥勒·马丁·阿斯特射入了16球，成爲特林素的第二個聯賽神射手。
隨著的降班，特罗姆瑟成為了2006年賽季在挪超角逐的唯一一支北部球會。賽季開始前，斯坦纳尔·尼尔森不再與球隊續約，伊瓦尔·莫滕·诺马克成為了球會的新教練。然而特罗姆瑟的2006年賽季開局相當不理想，7月26日球隊開始與诺马克談判解約，阿格纳尔·克里斯滕森成爲臨時教練。8月11日，斯坦纳尔·尼尔森重新成爲主教練，他再次成功將特罗姆瑟從降級區拯救出來，球隊最終排名聯賽第十名。
在此後的挪超賽季中，特林素由下遊球隊逐漸成為冠軍有力競爭者，2007年前他們的最佳成績為第四名，2008年及2010年取得季軍，2011年落後莫迪5分屈居亞軍。这些成绩意味着特罗姆瑟能够定期参加欧洲联赛的资格赛。然而2013年賽季他們卻出現災難級表現，以第15名的成績降級，不过次年即成功重返挪超。

## 欧洲赛事经历

### 1987年
因為1986年贏得挪威杯冠軍，特林素在1987年參加了歐洲聯賽冠軍杯，這是他們首次參加歐洲賽事。他們在首輪比賽遇上了蘇格蘭球隊，首回合作客以0–1落敗，次回合在主場以0–0戰平，未能晉級。

### 1991年
1991年，特罗姆瑟參加歐洲足協盃。他們在首圈遇上了奧地利球會，首回合作客以1–2落敗，次回合主場以1–1戰平，被早早淘汰。

### 1995年
1995年，特罗姆瑟參加了托托杯，托托杯通常在夏季各地聯賽開始前進行，提供另一個參加欧洲联盟杯的途徑。特林素在第三組出戰，遇上瑞士球會阿勞，比利時球會，法羅群島球會，和羅馬尼亞球會克卢日大学。第一場作客與阿勞打成2–2平手，第二場主場以10–0大勝。第三場作客以1–0擊敗克卢日大学。在最後一場比賽主場對前，特罗姆瑟在小組排榜首，若勝出的話可獲得出線資格，可惜特罗姆瑟以0–2告負，最終以小組第三名被淘汰出局。

### 1997年
在1997年，球會參加了欧洲冠军联赛，第一圈遇上克羅地亞球會萨格勒布。首回合特罗姆瑟作客，在0–3落後的情況下，憑比约恩·约翰森和奥勒·马丁·阿斯特的入球，最終追至2–3。次回合回到主場，在常規時間90分鐘内戰成2–2，當眾人以為萨格勒布即將出線時，斯文·莫滕·约翰森在補時1分鐘的入球令比賽進入加時。在加時下半場5分鐘，鲁恩·兰格的入球為特羅姆瑟鎖定勝局，球會歷史性在歐洲賽事出線。第二輪，球隊遇上英格蘭球隊切尔西，首回合特罗姆瑟主場在中途落大雪的情況下3–2获胜，但次回合作客1–7大败，兩回合合計以4–9告負。

### 2005年
2005年，特罗姆瑟以上賽季的聯賽第四的排名獲資格參加了欧洲联盟杯。他們在外圍賽首回合作客以1–0擊敗丹麥球隊，是球會首次在杯賽贏得作客比賽。在次回合作客贏1–0，雙方進入互射十二碼決勝負。特罗姆瑟五球只入兩球，但對手也射失了三球，要以突然死亡定勝負。特罗姆瑟球員史蒂芬·阿德莫鲁命中，而門將拉尔斯·赫希菲尔德救出對方射球，球队得以晉級。
在歐洲联盟杯第一輪，他們遇上土耳其球隊加拉塔萨雷，特罗姆瑟首回合作客以1–1戰平，次回合在主場以1–0獲勝，得以晋级分組賽，而加拉塔萨雷成為另一隊在寒冷的天氣下的受害者。一些特罗姆瑟球迷視這場勝利為歷史性的勝利，就像1996年的挪威杯決賽和1985年的升级附加賽。
特罗姆瑟在歐洲联盟杯小組賽首場主場負羅馬1–2，第二場作客負斯特拉斯堡0–2，第三場主場3-1贏贝尔格莱德红星，第四場作客3–4負巴塞尔，小組垫底出局。

### 2009–10年
特罗姆瑟在2009–10年欧洲联赛中取得良好开局，他们在预选赛第二轮对阵白俄罗斯球队，首回合在客场0–0战平，次回合在主场4–1获胜，其中汤米·纳尔维克攻入两球，莫滕·莫尔德斯克雷德攻入一球并为对手送上一粒乌龙球。特罗姆瑟在预选赛第三轮对阵克罗地亚球队，首回合在主场以2–1逆转取胜，次回合在客场先以0–2落后，但随后西格德·拉什菲尔德的两粒进球将比分扳平为2–2，帮助球队以总比分4–3晋级。在附加赛中，他们对阵西班牙球队毕尔巴鄂竞技，首回合在客场以3–2落败，次回合在主场以1–1战平，最终以总比分3–4被淘汰。

### 2011–12年
特罗姆瑟在2010年获得挪超第三名，因而得以参加2011–12年歐霸盃。特罗姆瑟在预选赛第一轮对阵拉脱维亚球队道加瓦，他们在客场5–0获胜，主场2–1获胜，以总比分7–1轻松晋级。预选赛第二轮，特罗姆瑟对阵匈牙利球队，以首回合1–1、次回合0–3的比分被淘汰。

### 2012–13年
特罗姆瑟在2011年获得挪超第二名，得以继续参加2012–13年歐霸盃。预选赛第二轮，特罗姆瑟对阵斯洛文尼亚球队盧布爾雅那奧林匹亞，首回合以0–0与对手战平，次回合凭借米卡·科皮宁在加时赛的进球以0–1获胜。预选赛第三轮，他们对阵乌克兰球队，首回合在主场以1–1战平，次回合在客场以1–0击败对手获得晋级。在附加赛中，特罗姆瑟对阵塞尔维亚球队贝尔格莱德游击队，首回合在主场以3–2获胜，次回合在客场以1–0失利，因作客入球優惠制被淘汰。

### 2013–14年
特罗姆瑟因获得欧洲足联公平竞赛奖，得以继续参加2013–14年歐霸盃，从预选赛第一轮开始参赛。他们在预选赛第一轮击败斯洛文尼亚的采列，第二轮击败阿塞拜疆的國際巴庫，第三轮击败卢森堡的。在附加赛中，特罗姆瑟以总比分3–2不敌土耳其球队。但随后被国际体育仲裁法庭取消了比赛资格，特罗姆瑟获得小组赛参赛资格。重新回到赛场后，特罗姆瑟与热刺、和一起被分在K组，最终以小组垫底成绩被淘汰。

### 皇家聯賽
特林素參加了2005年的第一届皇家聯賽，雖然表現中規中矩，但小組排名墊底，早早被淘汰。

### 歐洲賽事統計
數據(不計算托托杯和皇家聯賽):
|      | 賽 | 勝 | 和 | 負 | 得 |   | 失 | 差  |
| 主場 | 8  | 4  | 2  | 2  | 13 | - | 9  | 4   |
| 作客 | 8  | 1  | 1  | 6  | 9  | - | 20 | -11 |
| 合計 | 16 | 5  | 3  | 8  | 22 | - | 29 | -7  |

數據(計算托托杯和皇家聯賽):
|      | 賽 | 勝 | 和 | 負 | 得 |   | 失 | 差  |
| 主場 | 13 | 5  | 3  | 5  | 25 | - | 16 | 9   |
| 作客 | 13 | 2  | 4  | 7  | 17 | - | 28 | -11 |
| 合計 | 26 | 7  | 7  | 12 | 42 | - | 44 | -2  |

## 球員統計
- 最多入球(總計)：Sigurd Rushfeldt, 77球
- 最多入球(聯賽)：Ole Martin Årst, 51球
- 最多出場次數(總計)：Bjørn Johansen, 402次
- 最多出場次數(聯賽)：Bjørn Johansen, 325次

## 著名前球員
- Roger Nilsen (退休) (1987-1988)
- Per Mathias Høgmo (退休) (1984-1985, 1986-1989)
- Bjarte Flem (退休) (1985-1989, 1991)
- Steinar Nilsen (退休) (1989-1997, 2003-2004)
- Bjørn Johansen (退休) (1987-1992, 1995-1999, 2002-2005)
- Tore André Flo (瓦勒伦加) (1995)
- Sigurd Rushfeldt (奧地利維也納) (1992-1996)
- Alexei Eremenko, Jr. (萊切)¹ (1998)
- 鲁恩·兰格（英语：Rune Lange） (布魯日) (1997-2000)
- (布莱克本流浪者) (2000-2004)

¹從未代表一隊上陣，只曾在U15隊中上陣

## 榮譽

### 統計
- 挪威北部盃:
  - 冠軍(3): 1931, 1949, 1956
  - 亞軍(2): 1937, 1952
- 挪威盃:
  - 冠軍(2): 1986, 1996
- 挪威足球超級聯賽:
  - 亞軍(1): 1990

### 1986年起頂級聯賽排名
- 十二隊時期:
  - 第二名(1): 1990年
  - 第三名(1): 1989年
  - 第五名(1): 1988年
  - 第六名(3): 1987年, 1991年, 1993年
  - 第七名(1): 1994年
  - 第八名(1): 1992年
  - 第十名(1): 1986年
- 十四隊時期:
  - 第四名(2): 2000年, 2004年
  - 第五名(1): 1996年
  - 第六名(2): 1995年, 1999年
  - 第八名(1): 2005年
  - 第十一名(2): 1998年, 2003年
  - 第十二名(1): 1997年
  - 第十四名(1): 2001年

## 1986年起球會經理
- 1986年: Dagfinn Rognmo
- 1986年-1987年: Arne Andreassen
- 1988年-1990年: 汤米·斯文松
- 1991年-1992年: Per Mathias Høgmo and Arne Andreassen
- 1992年: Truls Jenssen
- 1993年-1995年: Harald Aabrekk
- 1996年: Terje Skarsfjord
- 1997年-1998年: Håkan Sandberg
- 1999年-2001年: Terje Skarsfjord
- 2001年: 汤米·斯文松
- 2002年-2003年: Trond Johansen
- 2003年: Terje Skarsfjord
- 2004年: Per Mathias Høgmo
- 2005年: Otto Ulseth
- 2005年: Steinar Nilsen
- 2006年: Ivar Morten Normark

## 外部連結
- 官方網站 （页面存档备份，存于）
- "ISBERGET", 官方球迷會網站 （页面存档备份，存于）
- "Isberget diskusjonsforum", 球迷論壇 （页面存档备份，存于）
- "Gutan", 球迷網站 （页面存档备份，存于）
- "Gutan - MMS blogg", 球迷網站